# Alternative (musikalbum)
Alternative är ett samlingsalbum med Pet Shop Boys från 1995. Den innehåller samtliga b-sidor sedan 1985. Den innehåller 30 låtar, från A man could get arrested från 1985 till Some Speculation från 1994. Vid den här tiden släppte även Pet Shop Boys en singel, Paninaro '95. Det är en ny version av den gamla b-sidelåten Paninaro från 1986 (som finns på albumet). Den toppade på plats 15 på den brittiska topplistan.

## Låtlista

### CD 1
1. "In the night"
2. "A man could get arrested" (Alternative version)
3. "That's my impression" (Disco mix)
4. "Was that what it was?"
5. "Paninaro"
6. "Jack the lad"
7. "You know where you went wrong"
8. "A new life"
9. "I want a dog"
10. "Do I have to?"
11. "I get excited (You get excited too)"
12. "Don Juan"
13. "The sound of the atom splitting"
14. "One of the crowd"
15. "Your funny uncle"

### CD 2
1. "It must be obvious"
2. "We all feel better in the dark"
3. "Bet she's not your girlfriend"
4. "Losing my mind"
5. "Music for boys"
6. "Miserablism"
7. "Hey, headmaster"
8. "What keeps mankind alive?"
9. "Shameless"
10. "Too many people"
11. "Violence" (Hacienda version)
12. "Decadence"
13. "If love were all"
14. "Euroboy"
15. "Some speculation"